# Scipio Sighele

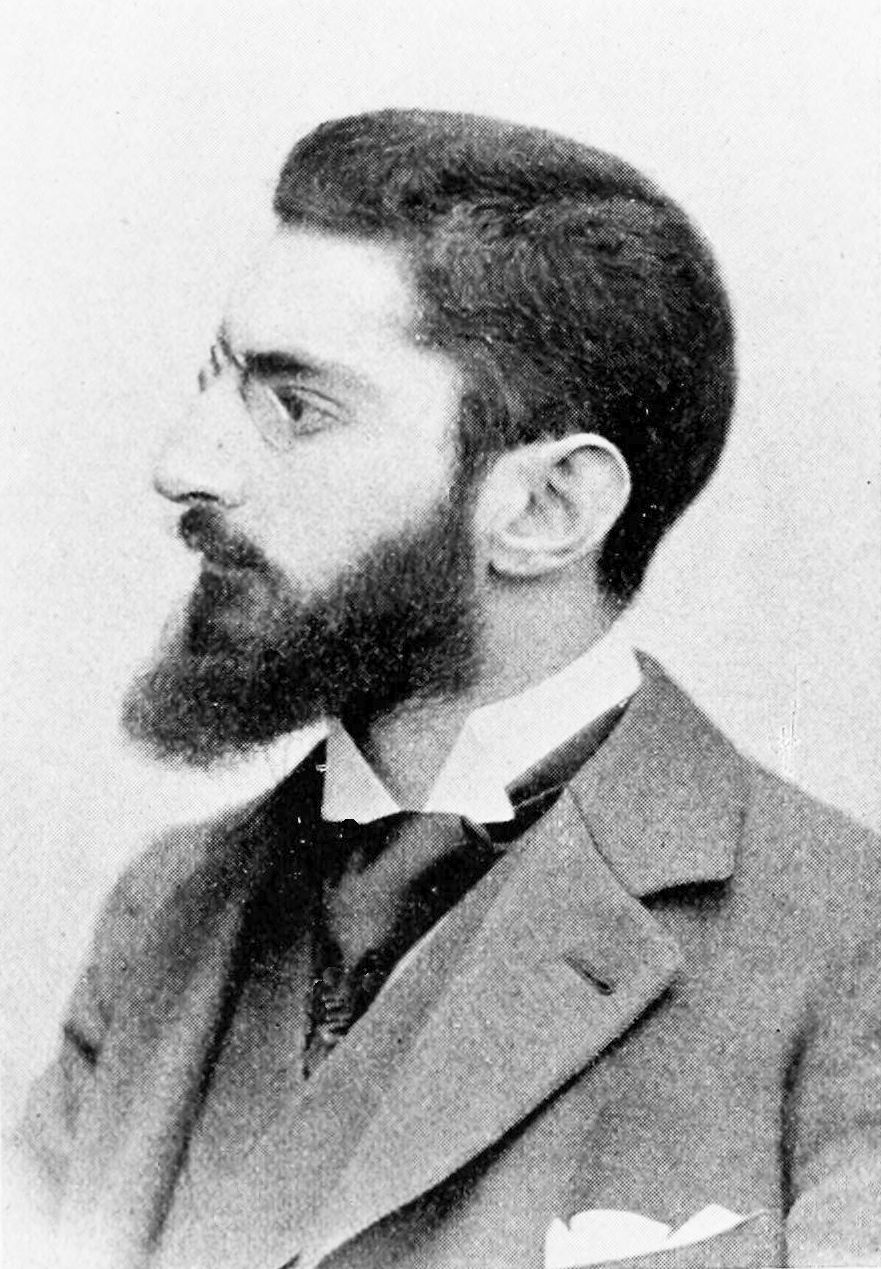
Scipio Sighele

Scipio Sighele (Brescia, 24 juni 1868 - Florence, 21 oktober 1913) was een Italiaanse advocaat, criminoloog en pionier op het gebied van de massapsychologie. Zijn werk was van invloed op Gabriel Tarde, Gustave le Bon en Sigmund Freud. Hij wordt gerekend tot de positivistische school (van Cesare Lombroso en Enrico Ferri).
Zijn boek De menigte als misdadiger uit 1892 werd een internationale bestseller (onder andere vanuit het Italiaans vertaald in het Frans, Spaans en Nederlands). De menigte als misdadiger beschrijft voornamelijk de kenmerken van twee typen van massavorming: die van jury’s, vergaderingen en commissies en die van volksopstanden. Bij de eerste vorm van massavorming ziet Sighele voornamelijk het mogelijke verval van de rationele besluitvorming. Sighele, die als beroep advocaat was, geeft een aantal voorbeelden van overduidelijk schuld in een misdrijf die vervolgens door jury’s onverwacht tot vrijspraak beoordeelt worden en soms zelf de tegenpartij bestraffen. Ook bij de volksopstanden treedt er volgens Sighele een soort hypnotische situatie op die zorgt voor het wegvallen van intelligentie, opkomen van wreedheid en wellustigheid. De eerste druk in het Italiaans beslaat enkel deel I. Bij de heruitgave en ook de Nederlandse uitgave zijn er nog twee delen toegevoegd ter uitbreiding. Hij herzag in het tweede deel zijn visie iets, onder andere door de inzichten van Ferri en Tarde. Het derde deel betreft een polemiek van diverse schrijvers, waaronder Tarde.
De inhoud van Sighele’s boek bevat meer historische voorbeelden van opstanden (voornamelijk in Italië) dan het vergelijkbare boek van Le Bon. Beide auteurs komen min of meer tot gelijke beschrijvingen hoe de jury- en opstandmassa’s zich manifesteren en gedragen.